# Valutatecken
Valutatecken benämns den särskilda symbol eller det tecken som oftast används för att symboliserar en speciell valuta.
I de flesta fall indikeras att ett tecken står för en valuta då bokstaven har ett eller två vertikala eller horisontella streck genom bokstaven, exempelvis €, ₤, £, $ och ¢, även om utformningarna ibland skiljer sig åt från teckensnitt till teckensnitt. Om ingen lämplig symbol går att skriva av tekniska skäl kan den generella valutateckensymbolen ¤ användas istället.
I engelsk text placeras i regel valutatecknet före summan, utan mellanrum, £40 000, medan i svensk text placeras i regel tecknet efter summan, men föregås då av ett hårt mellanslag; 40 000 £.
I de flesta fall är dock den internationella valutakoden att föredra, exempelvis EUR för € eller GBP för £. Se valutakod.
| Symbol                                           | Land |
| ------------------------------------------------ | --- |
| ¤                                                | Generell valutateckensymbol |
| Altyn                                            | Tidigare valuta i Ryssland |
| ₳ Austral                                        | Tidigare valuta i Argentina |
| ฿ Baht                                           | Thailand |
| $ Boliviano                                      | Bolivia |
| ¢ Cent                                           | Används för US- och andra cent, dock inte för eurocent |
| ₡ Colón                                          | Costa Rica, El Salvador |
| ₢ Cruzeiro                                       | Tidigare valuta i Brasilien |
| $ Dollar                                         | Anguilla, Antigua och Barbuda, Australien, Bahamas, Barbados, Belize, Bermuda, Brunei, Caymanöarna, Dominica, Ecuador, Fiji, Grenada, Guyana, Hongkong (inte på sedlar), Jamaica, Jungfruöarna, Kanada, Liberia, Mikronesiska federationen, Montserrat, Namibia, Nya Zeeland, Palau, Saint Kitts och Nevis, Saint Lucia, Saint Vincent och Grenadinerna, Salomonöarna, Singapore, Surinam, Trinidad och Tobago, Tuvalu, Zimbabwe, USA, Östtimor, Somalia, |
| 圓 Dollar                                        | Hongkong (endast på sedlar utgivna av Bank of China och Standard Chartered Bank) |
| 元 Dollar                                        | Hongkong (endast på sedlar utgivna av Hongkong and Shanghai Banking Corporation) |
| ₫ Đồng                                           | Vietnam |
| ₯ Drachme                                        | Tidigare valuta i Grekland |
| € Euro                                           | Andorra, Belgien, Cypern, Estland, Finland, Frankrike, Franska Guyana, Grekland, Guadeloupe, Irland, Italien, Kosovo, Lettland, Litauen, Luxemburg, Malta, Martinique, Mayotte, Monaco, Montenegro, Nederländerna, Portugal, Réunion, Saint-Barthélemy, Saint-Martin, Saint-Pierre och Miquelon, San Marino, Slovenien, Spanien, Tyskland, Vatikanstaten, Österrike                                                                                       |
| ₠ Europeiska valutaenheten                       | Tidigare räkningsvaluta i Andorra, Belgien, Danmark, Frankrike, Franska Guyana, Grekland, Guadeloupe, Irland, Italien, Luxemburg, Martinique, Mayotte, Nederländerna, Portugal, Réunion, Saint-Barthélemy, Saint-Martin, Saint-Pierre och Miquelon, San Marino, Storbritannien, Spanien Tyskland |
| ƒ Floriner                                       | Aruba, Nederländska Antillerna; tidigare valuta i Nederländerna |
| ₣ Franc                                          | Tidigare valuta i Belgien, Frankrike, Franska Guyana, Guadeloupe, Luxemburg, Martinique, Mayotte, Réunion, Saint-Barthélemy, Saint-Martin, Saint-Pierre och Miquelon |
| ƒ Gulden                                         | Aruba, Nederländska Antillerna; tidigare valuta i Nederländerna |
| ₴ Hryvnja                                        | Ukraina |
| ₭ Kip                                            | Laos |
| ₤ Lira                                           | tidigare valuta i Italien, Malta, San Marino, Vatikanstaten |
| ℳ Mark                                           | Valuta i Tyskland från 1871 till 1923 |
| Mill                                             | Tidigare för en tusendel av en amerikansk dollar |
| ₦ Naira                                          | Nigeria |
| 元 Ny dollar                                     | Taiwan |
| ₤ Turkisk lira                                   | Nordcypern, Turkiet |
| ₪ Ny shekel                                      | Israel |
| S/. Nuevo sol                                    | Peru |
| ₧ Peseta                                         | Tidigare valuta i Andorra, Spanien |
| $ Peso                                           | Argentina, Chile, Mexiko |
| ₱ Peso                                           | Colombia, Dominikanska republiken, Filippinerna, Kuba, Uruguay |
| ₰ Pfennig                                        | Tidigare använt i Tyskland |
| £ Pund                                           | Tidigare valuta på Cypern, Egypten, Falklandsöarna, Gibraltar, Guernsey, Isle of Man, Jersey, Libanon, Nordirland, Sankta Helena, Ascension och Tristan da Cunha, Storbritannien, Syrien; tidigare valuta i Irland |
| R Rand                                           | Sydafrika |
| R$ Real                                          | Brasilien |
| 元 Renminbi                                      | Kina (utom Hongkong, Macao, Taiwan) |
| ៛ Riel                                           | Kambodja |
| ﷼ Rial                                           | Iran, Jemen, Oman, Saudiarabien, Qatar |
| руб Rubel                                        | Ryssland |
| ₨ Rupie                                          | Indien, Mauritius, Nepal, Pakistan, Seychellerna, Sri Lanka |
| ${\displaystyle \mathrm {S} \!\!\!\Vert } Cifrão | För escudo, Portugals valuta till 2001 |
| ₮ Tögrög                                         | Mongoliet |
| ₩ Won                                            | Korea |
| ¥ Yen                                            | Japan |
| Zł Złoty                                         | Polen |